# Fronteras
Fronteras é um município do estado de Sonora, no México.